# Nasser Al-Shamrani
Nasser Al-Shamrani (Mecca, 23 de fevereiro de 1983) é um futebolista profissional saudita que atua como atacante.

## Carreira
Nasser Al-Shamrani se profissionalizou no Al-Wehda.

## Seleção
Nasser Al-Shamrani integrou a Seleção Saudita de Futebol na Copa Rei Fahd de 1992, na Arábia Saudita.

## Títulos

### Club
Al-Shabab
- Saudi Pro League: 2005–06, 2011–12
- King Cup: 2008, 2009
- Saudi Federation Cup: 2008–09, 2009–10

Al-Hilal
- King Cup: 2015
- Crown Prince Cup: 2015–16
- Saudi Super Cup: 2015

Individual
- Asian Footballer of the Year: 2014
- Saudi Pro League top scorer: 2007–08, 2008–09, 2010–11, 2011–12, 2013–14

### International
Saudi Arabia
- Islamic Solidarity Games: 2005 Gold Medal